# غوفر وايومنغ
غوفر وايومنغ (الاسم العلمي:Thomomys clusius) هو نوع من الحيوانات يتبع جنس غوفر جيبي من فصيلة الغوفرية.